# Zbrodnia (serial telewizyjny)
Zbrodnia – polski serial kryminalno-sensacyjny, emitowany na antenie AXN od 16 października 2014 do 29 października 2015, oparty na szwedzkim oryginale Morderstwa w Sandhamn, emitowanym od 2010 roku na antenie TV4.
To pierwszy polski serial telewizyjny wyprodukowany przez AXN. Zdjęcia były kręcone na Helu i w Gdyni.

## Fabuła
Spokojne życie mieszkańców Mierzei Helskiej i urlop bohaterów w malowniczej scenerii zostają nieoczekiwanie przerwane przez tajemnicę z przeszłości. Wydarzenia okazują się mieć związek z niewyjaśnionymi morderstwami – wszystko na tle surowych i zapierających dech w piersiach krajobrazów polskiego wybrzeża.

## Obsada
- Magdalena Boczarska – Agnieszka Lubczyńska, żona Cezarego
- Radosław Pazura – Cezary Lubczyński, mąż Agnieszki
- Wojciech Zieliński – Komisarz Tomasz Nowiński
- Dorota Kolak – Nadkomisarz Maria Wolska
- Joanna Kulig – Aspirant Monika Krajewska
- Małgorzata Różniatowska – Henryka Dzikowska

## Spis serii
| Seria | Okres emisji     | Odcinki | Premiera serii       | Finał serii          | Pora emisji    |
| ----- | ---------------- | ------- | -------------------- | -------------------- | -------------- |
| 1     | październik 2014 | 1–3 (3) | 16 października 2014 | 30 października 2014 | czwartek 22.00 |
| 2     | październik 2015 | 4–6 (3) | 15 października 2015 | 29 października 2015 | czwartek 21.00 |